# Characovalva
Characovalva là một chi bướm đêm thuộc phân họ Tortricinae của họ Tortricidae.

## Các loài
- Characovalva dentiens Razowski & Becker, 2000